# لوكسوبروفين
لوكسوبروفين (بالإنجليزية: Loxoprofen)‏ هو دواء يُستعمل في علاج:
- التهاب حول المفصل (منذ 31 ديسمبر 2005)[9]

## دوره
يلعب هذا الدواء دورًا في علاج الأمراض كونه:
- مضادات التهاب لاستيرويدية